# Етика
Етика или морална филозофија је грана филозофије који обухвата систематизацију, одбрану и препоручивање концепата исправног и погрешног понашања. Термин етика је изведен из античких грчких речи ἠθικός (ethikos) и ἦθος (ethos) са значењем навика, обичај. Етика заједно са естетиком спада у заједничку област филозофије која се назива аксиологија или теорија вредности. Она се бави изучавањем морала и појмовима доброг и исправног. Свака етичка теорија садржи бар две компоненте – теорије: ону која одређује шта је добро или вредно и она која одређује шта је исправно. Етичка дилема је ситуација до које долази када се чини да су две или више моралних вредности једнако валидне, а контрадикторне, а од појединца се захтева да направи најбољи могући избор.
У етици се испитују циљеви и смисао моралних хтења, темељни критеријуми за вредновање моралних дела као и уопште заснованост и извор морала. У погледу извора моралног и његовог основног усмерења етика може заступати хетеромно (извор морала изван човека) или аутономно (извор морала у самом човеку) становиште, оно може бити усмерено априористички или емпиристички, интелектуалистички или аксиолошки, натуралистички или волунтаристички. У погледу сврхе и циља моралног хтења и деловања унутар различитих етичких концепција такозваних етикâ добарâ може се заступати еудаимонизам, хедонизам, перфекционизам итд., а с обзиром на предмет својих преокупација може бити оријентисана индивидуалистички (егоизам, алтруизам и сл.) или имати као предмет својих испитивања социјално-моралне проблеме.
Етика настоји да реши питања људске моралности путем дефинисања концепата као што су добро и зло, право и погрешно, врлина и порок, правда и злочин. Морална филозофија, као област интелектуалног истраживања, односи се и на области моралне психологије, дескриптивне етике и теорије вредности.
Три главне области изучавања у оквиру етике у данашње време су:
1. Метаетика, бави се теоретским значењем и референцирањем моралних ставова, и како се може одредити њихова истинитосна вредност (ако постоји)
2. Нормативна етика, бави се практичним средствима за одређивање моралног правца деловања
3. Примењена етика, бави се тиме шта је особа дужна (или дозвољена) да уради у специфичној ситуацији или одређеном домену деловања[1]

### Теорија доброг или вредног
За добро, етичка теорија може узети било коју вредност (или више вредности) за коју се залаже (нпр. љубав, мир у свету, слободна неутрална енциклопедија доступна свима), а разлоге за избор одређених вредности скоро увек аргументује на неки начин.
Прихватање неке или неких одређених вредности за „добре“ још не обезбеђује једнозначно суђење при избору исправних поступака. Једна етичка теорија може за добро прогласити нпр. личну слободу, а да и даље није у свим ситуацијама јасно како треба поступати. Зато је потребан други део етичких теорија - који одређује исправно.

### Теорија исправног
Замислимо сад ситуацију у којој би се нека политичка групација залагала за смањење степена слободе. Поставља се питање, да ли, у складу са поштовањем личне слободе треба тој групацију допустити да несметано дела што може довести до њеног избора на власт што би довело заправо до сузбијања личних слобода, или у складу са унапређивањем личне слободе треба забранити рад такве групације због непожељних последица које у противном могу искрснути, иако забраном рада те групације кршимо право њених чланова на слободно изражавање, као облик личне слободе.
Овде ступа на сцену одређење исправног које се одговара на питање како појединац или група треба да поступе када реагују на добро тј. вредно.

### Оквирна подела теорија
Приближно гледано, једна теорија исправног се може сврстати у неку (а можда и више) од следећих група:
- Деонтолошке теорије су оне које граде своје судове према поступцима невезано од последица које поступак изазива. По њима, најбитније је поштовање вредности. На пример, ако за добро узмемо неприкосновеност људског живота онда би суд некога ко следи одређену деонтолошку теорију могао да буде: „Није исправно убити једног човека да би се спасило хиљаду других јер ни под којим околностима није исправно убити човека."
- Консеквенцијалистичке теорије оцењују исправност конкретног поступка према последицама које би тај поступак изазвао у датим околностима (без обзира на исправност тог поступка извађеног из контекста). По њима је најбитније унапређивање вредности. На пример ако за добро узмемо благостање људи онда би суд некога ко следи одређену консеквенцијалистичку теорију могао да буде: „Исправно је годинама ставити на муке хиљаде људи ако је вероватно да ће то довести до благостања милијарди других људи."
- Теорије врлине потичу из античког периода и то првенствено од Платона и Аристотела. Оне процењују исправност поступка у односу на самог делатника.
- Теорије права су заступљене у модерном праву, на пример „Свако дете има право на образовање." У оваквим теоријама настају разни проблеми, између осталих да ли постоји хијерархија права, да ли неко има дужност и/или право да штити туђа права, да ли и која права се смеју ускратити ономе ко крши туђа права итд.

## Дефинисање етике
Рашворт Кидер наводи да „стандардна дефиниција етике типично обухвата такве фразе као што је 'наука о идеалном људском карактеру' или 'наука о моралној обавези'”. Ричард Вилијам Пол и Линда Елдер дефинишу етику као „скуп појмова и принципа којима се руководимо у одређивању које понашање помаже или штети разним створењима”. Кембриџшки речник филозофије наводи да се реч етика „обично употребно замењива са 'моралношћу' ... и понекад се користи у ужем смислу за означавање моралних принципа одређене традиције, групе или појединца.” Пол и Елдер наводе да већина људи не прави разлику између етике и понашања у складу са друштвеним конвенцијама, религиозним веровањима и законом и не третира етику као самостални концепт.
Реч етика се односи на неколико ствари. Може се односити на филозофску етику или моралну филозофију - пројекат који покушава da користи разлог да одговори на различите врсте етичких питања. Као што је енглески филозоф Бернард Вилијамс писао, покушавајући да објасни моралну филозофију: „Оно што истраживање чини филозофским је рефлективна генералност и стил аргументације који тврди да је рационално уверљиво.” Вилијамс описује контент ове области истраживања као адресирање веома широког питања, „како особа треба да живи”. Етика се такође може односити на заједничку људску способност да размишљају о етичким проблемима који нису посебни за филозофију. Као биоетичар Лари Черчил је писао: „Етика, схваћена као способност критичког размишљања о моралним вредностима и усмеравање наших акција у смислу таквих вредности, представља генерички људски капацитет.” Етика се такође може користити за описивање сопствених идиосинкратских принципа или навика. На пример: „Џо има чудну етику.”"
Реч етика је изведена из древне грчке речи, êthikos, која значи „везано за нечији карактер”. Древни грчки придев êthikos је и сам изведен из једне друге грчке речи, именице êthos са значењем „карактер, диспозиција”.

## Метаетика
Метаетика поставља питање како ми разумемо, о коме знамо, и на шта мислимо када говоримо о томе шта је исправно и шта није у реду. Етичко питање којим се одређује нека конкретна практична ситуација - као што је, „Да ли да поједем овај део чоколадне торте?” — не може да буде метаетичко питање. Метаетичко питање је апстрактно и односи се на широк опсег специфичних практичних питања. На пример, „Да ли је икада могуће имати сигурно знање о томе шта је исправно и погрешно?” је пример метаетичког питања.
Метаетика је увек пратила филозофску етику. На пример, Аристотел подразумева да је у етици могуће мање прецизно знање него у другим сферама истраживања, и сматра етичко знање зависним од навике и акултурације на начин који га чини различитим од других врста знања. Метаетика је исто тако важна у Џ. Е. Муровом делу Принципи етике из 1903. У њему је он први писао о ономе што је називао натуралистичком заблудом. Мур је одбацио натурализам у етици, у свом раду Аргумент отвореног питања. Ово је навело мислиоце да поново размотре питања другог реда о етици. Пре тога је шкотски филозоф Дејвид Хјум представио сличан поглед на разлику између чињеница и вредности.
Студије о томе како знамо у етици се деле на когнитивизам и некогнитивизам; то је слично контрасту између дескриптивиста и недескриптивиста. Некогнитивизам је тврдња да када сматрамо да је нешто исправно или погрешно, то није ни ни тачно ни лажно. Ми можемо, на пример, само изразити своја емоционална осећања о овим стварима. Когнитивизам се тада може видети као тврдња да када говоримо о исправном и погрешном, причамо о чињеницама.
Онтологија етике се односи на ствари или својства која носе вредност, тј. врсте ствари или ствари које се односе на етичке предлоге. Недескриптивисти и некогнитивисти верују да етици није потребна специфична онтологија. То је познато као антиреалистичко стајалиште. Реалисти, с друге стране, морају да објасне какве врсте ентитета, својства или стања су релевантне за етику, како да имају вредност, и зашто воде и мотивишу наше поступке.

## Нормативна етика
Нормативна етика је студија етичких акција. То је грана етике која истражује скуп питања која се јављају када се разматра како треба поступити, морално говорећи. Нормативна етика се разликује од метаетике, јер нормативна етика испитује стандарде за исправност и погрешност акција, док метаетика проучава значење моралног језика и метафизику моралних чињеница. Нормативна етика се такође разликује од дескриптивне етике, јер је последња емпиријско истраживање људских моралних уверења. Другим речима, дескриптивна етика се се бавила одређивањем тога колика пропорција људи верује да је убиство увек погрешно, док је нормативна етика везана за то да коректно да се држи такво уверења. Према томе, нормативна етика се понекад назива и прописивном, пре него описном. Међутим, у одређеним верзијама метаетичког гледишта званим морални реализам, моралне чињенице су истовремено описне и прескриптивне.
Традиционално, нормативна етика (такође позната као морална теорија) била је проучавање онога што чини радње исправним и погрешним. Ове теорије нуде свеобухватни морални принцип који се може следити у решавању тешких моралних одлука.
На почетку 20. века, моралне теорије постале су сложеније, и више се нису бавиле искључиво исправношћу и неправдом, већ су биле заинтересоване за различите врсте моралних статуса. Током средине века, студија нормативне етике је била у опадању, док је метаетика придобила проминентност. Овај фокус на метаетици делом је проузрокован интензивним лингвистичким фокусом у аналитичкој филозофији и популарношћу логичког позитивизма.
Године 1971, Џон Ролс је објавио рад Теорија правде, који је запажен по настојању за моралним аргументима и избегавању метаетике.

### Етика врлине
Етика врлине описује карактер моралног агента као покретачку сила за етичко понашање, и то се користи за описивање етике Сократа, Аристотела, и других раних грчких филозофа. Сократ (469–399. п. н. е.) је био први грчки филозоф који је подстакао учењаке и обичне грађанина да своју пажњу усмере са спољног света на стање човечанства. У том погледу, знање које се односи на људски живот постављено је највише место, док су сва друга знања била секундарна. Самоспознаја је сматрана неопходном за успех и инхерентним суштинским добром. Самосвесна особа ће у потпуности деловати у оквиру својих способности до свог врхунца, док ће се неупућена особа спотицати и наилазити на потешкоће. Према Сократу, особа мора постати свесна сваке чињенице (и њеног контекста) релевантног за његово постојање, ако жели да оствари своју самоспознају. Он је сматрао је да ће људи природно чинити оно што је добро, ако знају шта је исправно. Зло или лоше акције су резултати незнања. Ако би криминалац заиста био свестан интелектуалних и духовних последица његових или њених поступака, он или она не би нити починили, нити чак разматрали о вршењу тих акција. Свака особа која зна шта је истински исправно аутоматски ће то учинити, према Сократу. Мада је он поистоветио знање са врлином, он је слично томе изједначио врлину са задовољством. Истински мудар човек ће знати шта је исправно, радити оно што је добро, и стога ће бити срећан.‍:32–33
Аристотел (384–323. п. н. е.) поставио је етички систем који се може назвати „врлим”. Према Аристотеловом гледишту, када особа поступа у складу са врлином, та особа ће радити добро и бити задовољна. Незадовољство и фрустрација су узроковани погрешним радом, што доводи до неуспелих циљева и лошег живота. Стога је императив људи да поступају у складу са врлином, што је једино могуће остварити праксом врлина да би били задовољни и потпуни. Срећа се сматрала крајњим циљем. Све друге ствари, попут грађанског живота или богатства, једино би постале вредне труда и корисне када се примењују у пракси врлине. Пракса врлина је најсигурнији пут ка срећи.
Аристотел је тврдио да је душа човека имала три природе: телесну (физичку/метаболичку), животињску (емоционалну/апетит) и рационалну (менталну/концептуалну). Физичка природа се може зауздати кроз вежбање и негу; емоционална природа путем задовољавања инстинкта и нагона; и ментална природа људским разлозима и развијањем потенцијала. Рационални развој је сматран најважнијим, јер је есенцијалан за филозофску самосвест и јер је јединствено људски. Подстицана је умереност, док су екстреми сматрани деградираним и неморалним. На пример, храброст је умерена врлина између крајности кукавичлука и несмотрености. Човек не би требало само да живи, већ да живи добро са понашањем којим управља врлина. Ово се сматра тешким, пошто врлина означава чињење праве ствари, на прави начин, у правом тренутку, из правог разлога.

## Историја етике
Индивидуалистичкој и релативистичкој етици софистâ супротставља се Сократ својим оптимистички заснованим етичким рационализмом. По њему је врлина идентична знању, јер спознаја добра упућује уједно на то да добро поступамо, а спознаја зла да га се клонемо. Грех је, дакле, заблуда и нико не греши својевољно. Платоновом идеалистичком ригоризму – по којем је међу идејама, тим вечним узорима свих појава, највиша идеја, „круна царства идеја”, идеја добра – супротставља се Аристотел, који врлину дефинише као средину између две крајности. Уз етичке врлине (које имају вољни карактер) он је у својој чувеној „Никомаховој етици” описао и тзв. дијаноетичке (интелектуалне) врлине.
У Плотина се врховни циљ живота постиже ослобађањем од тела помоћу аскезе и екстатичког сједињавања с божанством. Стоици сматрају да морално живети значи „живети у складу с природом”, тј. умом, логосом. У свету потпуног душевног мира, у апатији коју не може помутити никакво спољашње добро или зло, садржан је основни смисао живота стоичког мудраца. Епикур и Епикурејци, насупрот таквом идеалу, сматрају да основни критериј у опредељивању за одређена дела може бити у основи само угођај и неугођај. Но избегавајући зло ваља се клонити и пролазног добра, које не осигурава трајну срећу.
Средњовековне хришћанске етичке концепције усмерене су у основи на презирање телесних угођаја, на аскезу, одрицање од ужитака и овоземаљских добара. Уместо мудрости и одважности основне етичке врлине постају понизност, послушност, богобојажљивост, а уместо аутономности грчког морала долази хришћанска хетерономност. Већина ренесансних мислилаца устаје против тих средњовековних схватања – унутар којих је морал постао средством за испуњавање изванљудских и трансмунданих сврха – и тражи да се етика, независно од религиозних догми, заснује и развија на „природном разуму”.
Код Томаса Хобса се првобитно стање, стање у којем је човек себичан, вук самотњак (homo homini lupus), мора у интересу свих превладати, како би се осигурао мир чији чувар и јемац постаје држава. У Спинозиној „Етици” (која се етичком проблематиком у ужем смислу бави тек у последњим поглављима) дошли су поново до изражаја и неки стоички принципи. У највишој, интуитивној спознаји, у „amor de intellectualis” (љубави према интелекту), кад је превладао афекте, човек налази у себи мир, сигурност и етичку равнотежу.
Крајем 17. и на почетку 18. века енглески филозофи морала као што су Шафтсбури, Хјучисон, Смит и други, супротстављају се Хобсовим схватањима и истичу у први план или општу добробит, „добробит врсте” (Anthony Ashley-Cooper, 7th Earl of Shaftesbury), или савјест као урођени критериј моралности (Хјучисон), или симпатију као суштину морала (Смит). Насупрот томе, Б. де Мандевиле тврди како сваки морал шкоди прогресу културе.
Док француски енциклопедисти и материјалисти истражују првенствено еволуционистичке и историјске елементе морала, енглески и француски социјални утописти сматрају да се етика заснива на односима интереса који могу бити међусобно усклађени само потпуним преображајем друштва на разумним начелима.
Имануел Кант први пут радикално критикује свеколику дотадашњу етику добара, и за њега критериј моралне вредности и извор морала може бити само чиста воља, независна од конкретних емпиријских услова и мотивација. Моралитет је за разлику од легалитета (којим се означава деловање само ради посљедица), етичко деловање из чистог самоциља морала, због самог поштовања дужности. Етички карактер владања претпоставља аутономију воље јер једино уз аутономну слободну вољу етичка обавеза (императив) може имати безуслован (категорички) карактер. Фихте, као и Кант, претпоставља практични ум теоријском, а Хегелова филозофија морала изложена је у његовој „Филозофији права” у којој је држава (тј. уставотворна монархија) реалност моралне идеје, а ова је у себи укључила, савладала и укинула све раније степене развитка (апстрактно право, моралитет и морал).
Енглеска утилитаристичка школа (нпр. Џереми Бентам) сматра да је основни етички императив „највећа срећа највећег броја људи”. По Шопенхауеру је највише етичко деловање делити бол с другим, идентификовати се с њим, па је зато самилост највиша етичка врлина.
У оквиру свог „иморализма” Фридрих Ниче преокреће „ранг свих вредности” и поставља нове таблице које значе покушај деструкције свеколиког дотадашњег морала, морала мирних просечности, самилости, хришћанског морала „стада”. Међу многобројним новијим, феноменошки оријентисаним етикама најзанимљивија је, уз етику Николаја Хартмана, етика Макса Шелера, која се супротставља Кантовом формализму и ригоризму и покушава развити априорну „материјално вредносну етику”.
Као негација грађанске етике, читаве спекулативне етичке позиције уопште и основних моралних постулата који су на њима изграђени, марксизам указује на друштвену и историјску условљеност моралних норми, тежећи истовремено изградњи новог хуманистичког друштва, лишеног ограничености класичног грађанског морала. Марксизам стога није никаква етичка концепција која постоји уз друге етичке доктрине, већ је захтев за стварно укидање читавог једног света као прве претпоставке дезалијенације (одотуђивања) човека.